# Corsa suvarnadivipae
Corsa suvarnadivipae är en fjärilsart som beskrevs av Kobes 1983. Corsa suvarnadivipae ingår i släktet Corsa och familjen nattflyn. Inga underarter finns listade i Catalogue of Life.